# Stephen Tomlin
Stephen Tomlin (Londres, 2 de març de 1901 – 5 de gener de 1937) va ser un artista britànic associat amb el grup de Bloomsbury. Va ser el fill més jove del jutge Lord Thomas, Senyor Tomlin d'Ash. Va estudiar al New College (Oxford) a partir del gener de 1919, que va abandonar després de dos trimestres per centrar-se en l'escultura.

## Biografia
Tomlin va estudiar clàssics del New College des del gener de 1919. No obstant això, va patir un atac de nervis després de la mort d'un company d'estudis i ho va deixar després de dos trimestres. Llavors, es va convertir en deixeble de Frank Dobson i, posteriorment, va establir la seva carrera professional com a escultor de retrats.
El cercle d'amics de Tomlin, i de models per a retrats, va incloure molts membres del grup de Bloomsbury, especialment de la segona generació, com Francis Birrell i David Garnett.
Tomlin era bisexual i va tenir afers amb alguns membres del grup de Bloomsbury, incloent-hi Henrietta Bingham i Dora Carrington. El 1927 es va casar amb Julia Strachey, neboda de Lytton Strachey. Les seves relacions amb homes estan menys fonamentades, probablement a causa de la necessitat d'ocultar les relacions homosexuals, que aleshores eren il·legals al Regne Unit sota la Llei d'esmena de la llei penal. Un dels xicots de Tomlin, conegut com a H, també va tenir una relació amb l'artista Duncan Grant.
Grant havia una llarga amistat amb H, que treballava en el departament de cortines dels desapareguts grans magatzems dels Jones Brothers a Holloway Road. H havia estat el xicot de Tomlin (que finalment es va casar Barbara Bagenall), i quan ell i Tomlin van visitar Lytton Strachey a Ham Spray en la dècada de 1930, H va ser obligat a dormir al pis de sota amb els criats.
Tomlin va cofundar el club The Cranium amb David Garnett, un altre membre del Grup de Bloomsbury amb qui es reunien cada mes per intercanviar idees.
Tomlin va morir a l'hospital Royal Victoria de Boscombe (Hampshire).